# Форт-Юкон (Аляска)
Форт-Юкон (англ. Fort Yukon, гвичин. Gwichyaa Zheh или Gwichyaa Zhee) — город на Аляске (США), самый крупный населённый пункт Юкон-Коюкука (крупнейшей зоны переписи населения штата). Самая жаркая точка Аляски (абсолютный максимум температуры воздуха +38°С).
Имеется аэропорт.

## География
Форт-Юкон расположен в центральной части Аляски у места впадения реки Поркьюпайн в реку Юкон. Площадь города составляет 19,2 км², из которых 1,1 км² (ок. 5,7 %) занимают открытые водные пространства.

27 июня 1915 года в Форт-Юконе была зарегистрирована температура воздуха +38°С в тени — самая высокая температура за всю историю метеонаблюдений Аляски. Одновременно с этим до 1971 года Форт-Юкон удерживал и противоположный рекорд — −61°С зимой.

## История
Форт-Юкон (тогда он в оригинале писался Fort Youcon, а не Fort Yukon как сейчас) был основан 25 июня 1847 года Александром Хантером Мюрреем (Alexander Hunter Murray), торговым представителем Компании Гудзонова залива, как торговый пост Компании.

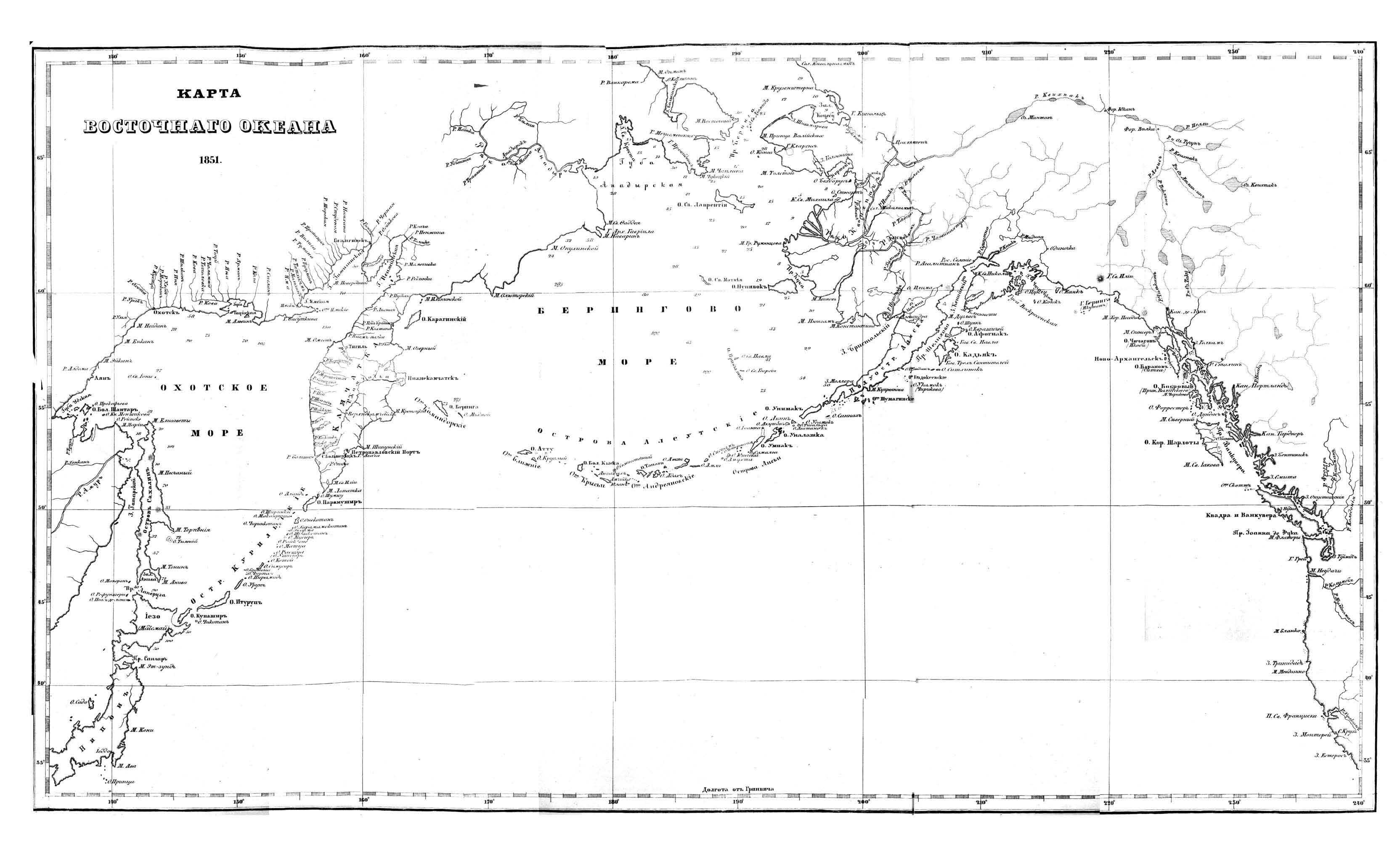
Соколов А.П. — Карта Восточного океана, 1851 г.

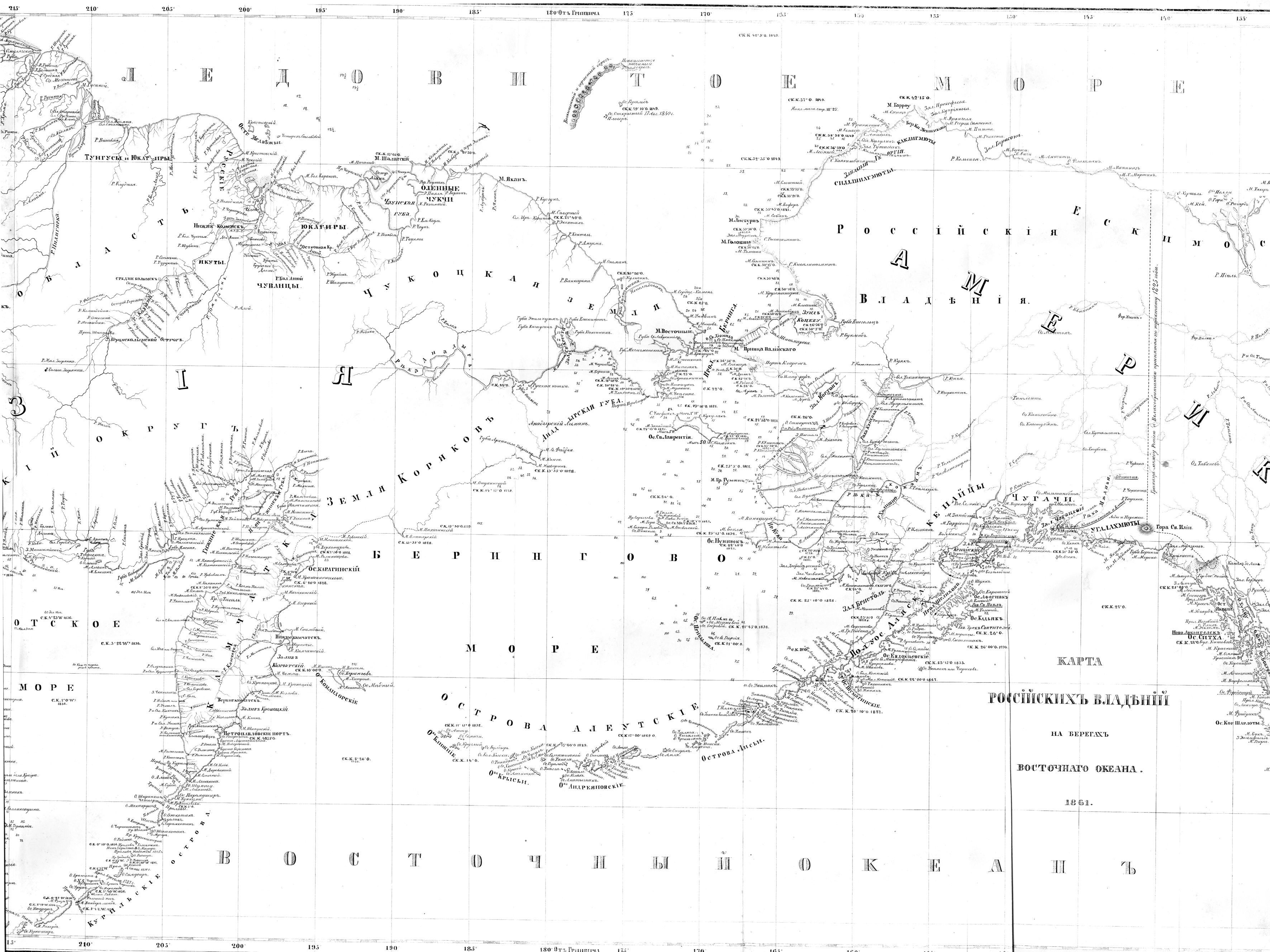
Тихменев П.А. — Карта Российских владений на берегах Восточного океана 1861 г.

При этом, будучи торговым постом британской компании, Форт-Юкон располагался на территории Русской Америки (Аляски). Сведений о договоре (в том числе негласном) КГЗ с РАК о размещении Форта-Юкон не имеется, то есть его существование было незаконно.
Самое раннее (из обнаруженных) упоминание Форта-Юкон в российских источниках — 1851 г., научная работа историографа русского флота капитана второго ранга Соколова А.П. «Северная экспедиция 1733—1743 г.» (СПб., 1851), опубликована в 9-й части «Записок Гидрографического департамента». Данная работа А.П. Соколова содержит карту с указанием месторасположения Форта-Юкон. Следует отметить, что А.П. Соколов не был исследователем Аляски и не имел отношения к РАК, т.е. сведения были им получены от третьих лиц, что означает еще более раннюю осведомленность заинтересованных лиц о существовании Форта-Юкон.
Следующее документальное упоминание Форт-Юкон — 1861 г., карта капитана 1-го ранга П. А. Тихменева, служащего РАК (1857—1865 гг.). Карта П.А. Тихменева во многом повторяет более раннюю карту А.П. Соколова. Таким образом, в промежутке с 1851 по 1861 гг. служащим РАК и чиновникам Российской Империи уже было известно о существовании Форта-Юкон.
Первым в мире исследователем, поднявшимся от побережья Берингова моря  вверх по Юкону до Форта-Юкон (по  др. сведениям почти до Доусона), и  идентифицировавшим Юкон с  Квихпаком, стал Иван Семёнович Лукин. Начальник Колмаковского редута с 1855 г., он был освобожден от должности в 1860 г. и переведен в Михайловский редут (форт Св. Михаила, ныне г. Сент-Майкл). В 1861 г. начальник Михайловского редута М. Вахрамеев, по приказу главного правителя колоний Ивана Васильевича Фуругельма поручил Лукину найти «английское поселение» (Форт-Юкон). С началом весенней торговли Лукин отправился в индейское селение Наклакайет  (Nuklukahyet, располагалось у устья Тананы), где встретил группу  индейцев из Форта-Юкон (Наклакайет являлся "нейтральной торговой территорией" для всех окрестных индейских племен), и узнал,  что Юкон и Квихпак — одна и та же  река. В 1862 г. он вторично посетил это  селение и с помощью местных индейцев  весной 1863 г. дошёл до Форта-Юкон. Притворившись дезертиром, Лукин прожил там достаточно долго, затем скрытно от англичан покинул селение и на каноэ спустился вниз по Юкону в селение Нулато,  где находился передовой русский редут (форт Дерябина) . В 1866 г. Лукин опять побывал в Форт-Юконе вместе с партией американских топографов, занимавшихся прокладкой маршрута для предполагаемой линии телеграфа, которая должна была соединить Старый и Новый Свет в районе Берингова пролива.
На картах иных государств (английских, американских, французских) Форт-Юкон не отмечался до 1864 года. И даже карты, изданные одним издателем и под одним названием (в одной серии), имели разночтения. Например, американская карта Б. Пирса, изданная в сентябре 1867 года US Coast Survey Office для Госдепартамента США (САСШ) — на одном экземпляре Форт-Юкон обозначен, на другом нет (имеются и другие разночтения).
В 1862 году в Форт-Юкон была основана первая школа, в 1869 году, через два года после продажи Аляски, пост перешёл к Alaska Commercial Company. 12 июля 1898 года в Форт-Юконе открылось первое почтовое отделение. Первую половину XX века поселение регулярно страдало от эпидемий и наводнений. В 1950-х годах в селении началось строительство радарной станции и базы ВВС, поэтому в 1959 году оно получило статус города.

## Демография
Население
- 1910 год — 321 житель
- 1920 — 319
- 1930 — 304
- 1940 — 274
- 1950 — 446
- 1960 — 701
- 1970 — 448
- 1980 — 619
- 1990 — 580
- 2000 — 595
- 2010 — 583
- 2016 — 554
- 2020 — 428

Расовый состав
- эскимосы — 86,0 %
- белые — 10,7 %
- афроамериканцы — 0,2 %
- азиаты — 0,2 %
- две и более расы — 2,7 %
- прочие расы — 0,2 %
- латиноамериканцы (любой расы) — 1,3 %